# マニュエル・オランテス
マニュエル・オランテス・コルラル（Manuel Orantes Corral, 1949年2月6日 - ）は、スペイン・グラナダ出身の男子プロテニス選手。1970年代から1980年代前半にかけて活躍し、1975年の全米オープン男子シングルスで優勝した。左利きの選手。シングルス自己最高ランキングは2位。ATPツアーでシングルス34勝、ダブルス22勝を挙げた。身長177cm、体重75kgで、男子テニス選手としてはやや小柄な体格だった。

## 来歴
オランテスが登場する前、スペインの男子テニス界はマニュエル・サンタナが君臨していた。サンタナは1960年代に4大大会で「4勝」を挙げた名選手である。そのサンタナの後に続く選手として、オランテスが活躍を始めた。
1968年から男子テニス国別対抗戦・デビスカップスペイン代表選手となる。1969年、オランテスは20歳の時に地元スペイン・バルセロナの大会で男子ツアー初優勝を飾った。1972年頃から彼は世界のトップレベルに躍進し、1973年に世界ランキングを自己最高の2位に上げた。1974年の全仏オープンで、オランテスは初めて4大大会の男子シングルス決勝に進出したが、当時18歳になったばかりのビョルン・ボルグに 6-2, 7-6, 0-6, 1-6, 1-6 のフルセットで逆転負けを喫した。最初の2セットをオランテスが先取した後、第3セット以後は若きボルグが一方的な試合展開を進め、オランテスは全仏オープンでは準優勝に終わった。
彼のテニス経歴で最大のハイライトは、1975年の全米オープンで訪れた。この決勝戦で、オランテスは大会2連覇を目指したジミー・コナーズを 6-4, 6-3, 6-3 のストレートで圧勝し、4大大会初優勝を飾った。この年は男子ツアーでも年間10勝を挙げ、1976年にも年間7勝を記録している。1977年には日本の「ジャパン・オープン」で優勝した。
その後もオランテスは息長く現役を続行し、デビスカップでは1980年までスペイン代表選手を務め、1982年にイギリス・ボーンマスの大会で最後のシングルス優勝を飾った。1984年のシーズンを最後に現役を引退し、現在はテニス・スクールを経営して後進の育成に携わっている。
オランテスは2012年に国際テニス殿堂入りを果たした。

## 4大大会優勝
- 全米オープン：1勝（1975年）

（全仏オープンシングルス準優勝1度：1974年・ダブルス準優勝1度：1978年）
| 年     | 大会         | 対戦相手         | 試合結果      |
| ------ | ------------ | ---------------- | ------------- |
| 1975年 | 全米オープン | ジミー・コナーズ | 6-4, 6-3, 6-3 |

## 4大大会シングルス成績
略語の説明
| W | F | SF | QF | #R | RR | Q# | LQ | A | Z# | PO | G | S | B | NMS | P | NH |

W=優勝, F=準優勝, SF=ベスト4, QF=ベスト8, #R=#回戦敗退, RR=ラウンドロビン敗退, Q#=予選#回戦敗退, LQ=予選敗退, A=大会不参加, Z#=デビスカップ/BJKカップ地域ゾーン, PO=デビスカップ/BJKカッププレーオフ, G=オリンピック金メダル, S=オリンピック銀メダル, B=オリンピック銅メダル, NMS=マスターズシリーズから降格, P=開催延期, NH=開催なし.
| 大会           | 1968 | 1969 | 1970 | 1971 | 1972 | 1973 | 1974 | 1975 | 1976 | 1977 | 1978 | 1979 | 1980 | 1981 | 1982 | 1983 | SR     |
| -------------- | ---- | ---- | ---- | ---- | ---- | ---- | ---- | ---- | ---- | ---- | ---- | ---- | ---- | ---- | ---- | ---- | ------ |
| 全豪オープン   | QF   | A    | A    | A    | A    | A    | A    | A    | A    | A    | A    | A    | A    | A    | A    | A    | 0 / 1  |
| 全仏オープン   | 1R   | 3R   | 4R   | 1R   | SF   | 2R   | F    | 1R   | QF   | A    | QF   | 4R   | 4R   | 1R   | A    | 2R   | 0 / 14 |
| ウィンブルドン | 1R   | 1R   | 3R   | 1R   | SF   | A    | 4R   | A    | A    | A    | A    | 4R   | A    | A    | A    | A    | 0 / 7  |
| 全米オープン   | A    | 2R   | A    | 4R   | 3R   | 3R   | 2R   | W    | QF   | QF   | 1R   | A    | A    | A    | A    | A    | 1 / 9  |
| Win–Loss       | 3–2  | 3–3  | 5–2  | 3–2  | 11–3 | 3–2  | 10–3 | 7–1  | 8–2  | 4–1  | 4–2  | 4–2  | 3–0  | 0–1  | 0–0  | 1–1  | 1 / 31 |